# Смерч

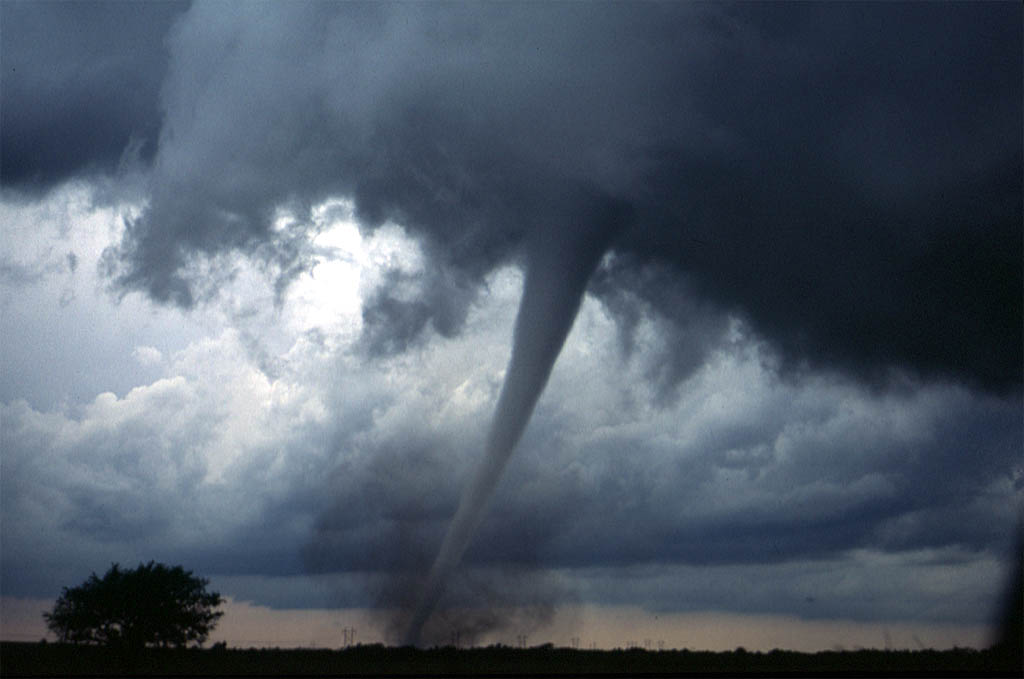
Торнадо, Центральна Оклахома

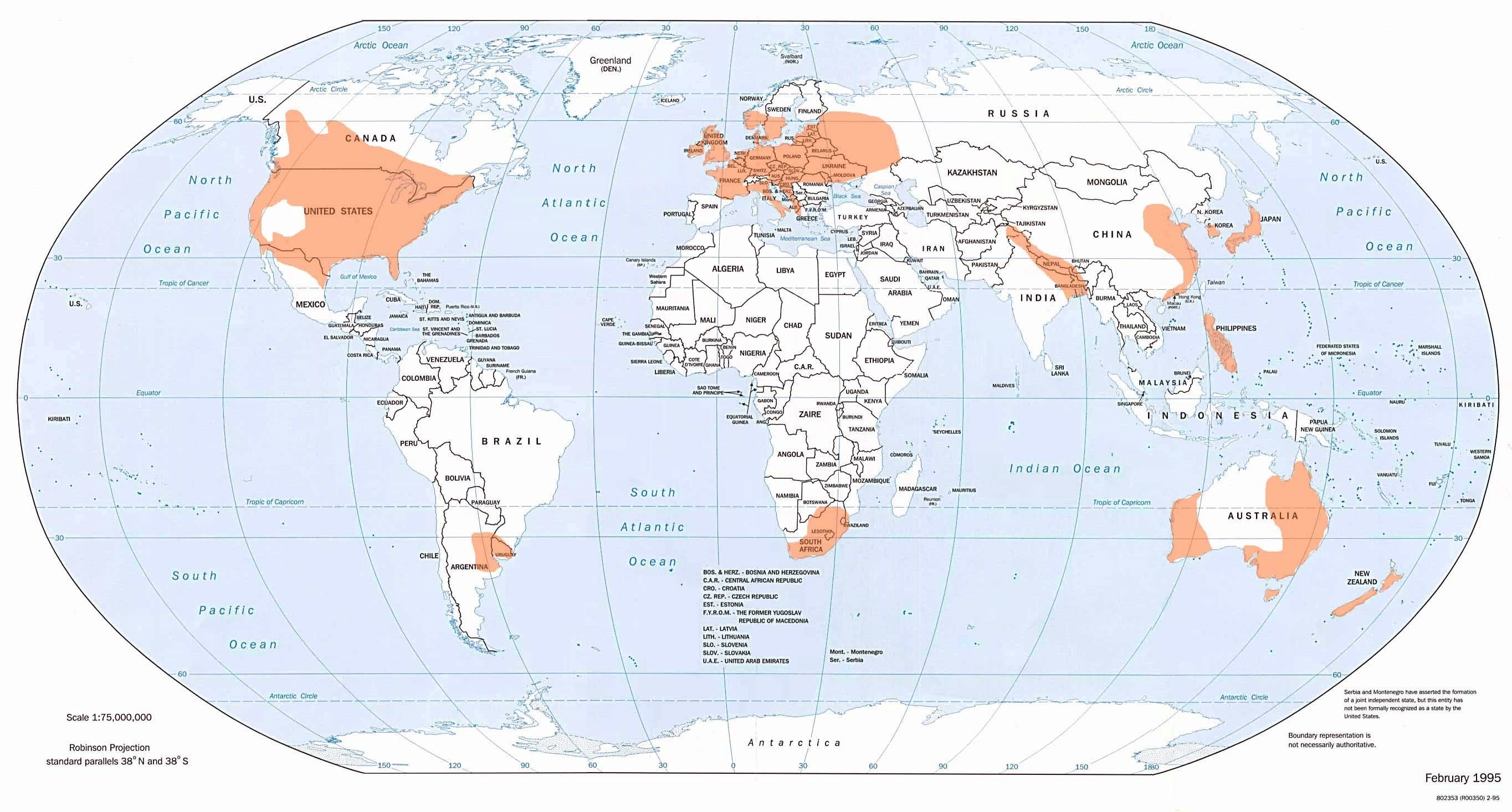
Світове поширення смерчів (торнадо)

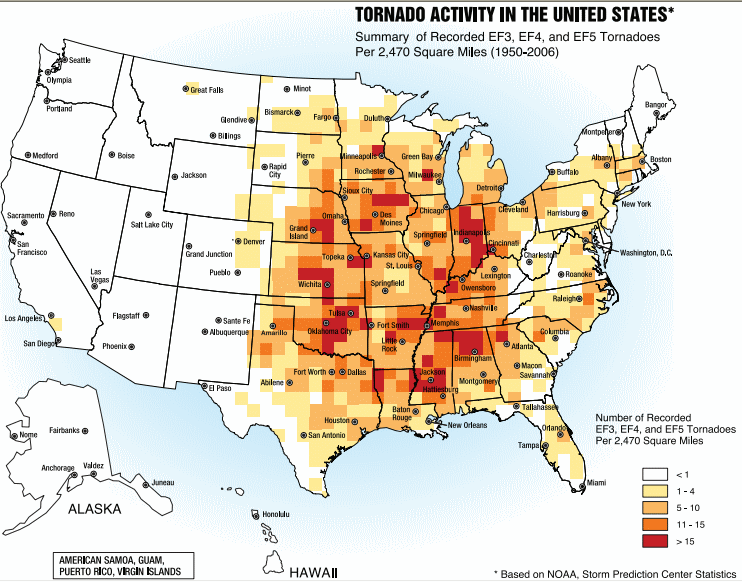
Алея торнадо — мапа частоти виникнення сильних смерчів у США

Смерч-тромб з декількома стовпами вихорів

Смерч (також, торнадо, тромб) — атмосферне явище, що є стрімким вихором великої руйнівної сили, який виникає в грозовій хмарі і потім поширюється згори донизу у вигляді стовпа або хобота, захоплюючи пісок, воду і т. ін.. Величезний смерч на суші з сильним вітром, опадами і грозовими явищами має назву тромб Смерч може складатися з одного стовпа вихору або декількох, які можуть поєднуватися або відокремлюватися.
Можуть бути за розмірами по горизонталі до 50 км і по вертикалі до 10 км, із швидкістю вітру понад 33 м/с, який витягується від купчасто-дощової хмари до поверхні та за метеорологічними характеристиками являє собою циклон. Смерчі можуть бути різної форми — колона, конус, келих, бочка, бичеподібна мотузка, пісочний годинник, роги «диявола» тощо, але найчастіше вони мають форму обертового хобота, труби чи лійки, що звисає з материнської хмари.
Слово «смерч» походить від праслов'янського моркъ — «морок, хмара», за походженням пов'язане з аналогічними або схожими за змістом термінами у слов'янських мовах рос. і біл. смерч, д.-рус. смьрчь (съмьрчь), болг. смерч, чеськ. smršť — «(водяний) смерч».

## Загальна характеристика
Усередині воронки смерчу повітря піднімається вгору, створюється розрідження до 0,4 атм[джерело не вказане 1766 днів]. Коли воронкоподібний відросток хмари досягає землі, його ширина становить 50-500 м. Швидкість руху повітря всередині смерчу біля землі зазвичай складає до 200 км/год при сильній висхідній складовій, що створюється через декілька хвилин опісля торкання землі воронкою, з-за створення локального мезоциклону[джерело не вказане 1766 днів], а шлях їх руйнівної дії на землі не перевищує декількох кілометрів, опісля чого воронка відривається від поверхні й зникає у хмарах. У віхорах найпотужніших смерчів вітер біля землі може досягати швидкості понад 480 км/год, а сами віхори — мати діаметр, що перевищує 3 км, й зберігати руйнівну силу біля землі протягом понад 100 км. Швидкість переміщення воронки смерчу біля землі, що колись було зареєстровано, не перевищувало 120 км/год. Відомі випадки, коли воронки смерчів зберігали свою руйнівну силу біля землі впродовж 350 км та 3,5 годин (не один і той самий).
Виникнення смерчів пов'язане з локальною неоднорідністю атмосфери, зіткненні неоднорідних за вологістю та температурою повітряних мас, теплих (внизу) і холодних (угорі) шарів повітря та сильному боковому вітрі під час грозової погоди.

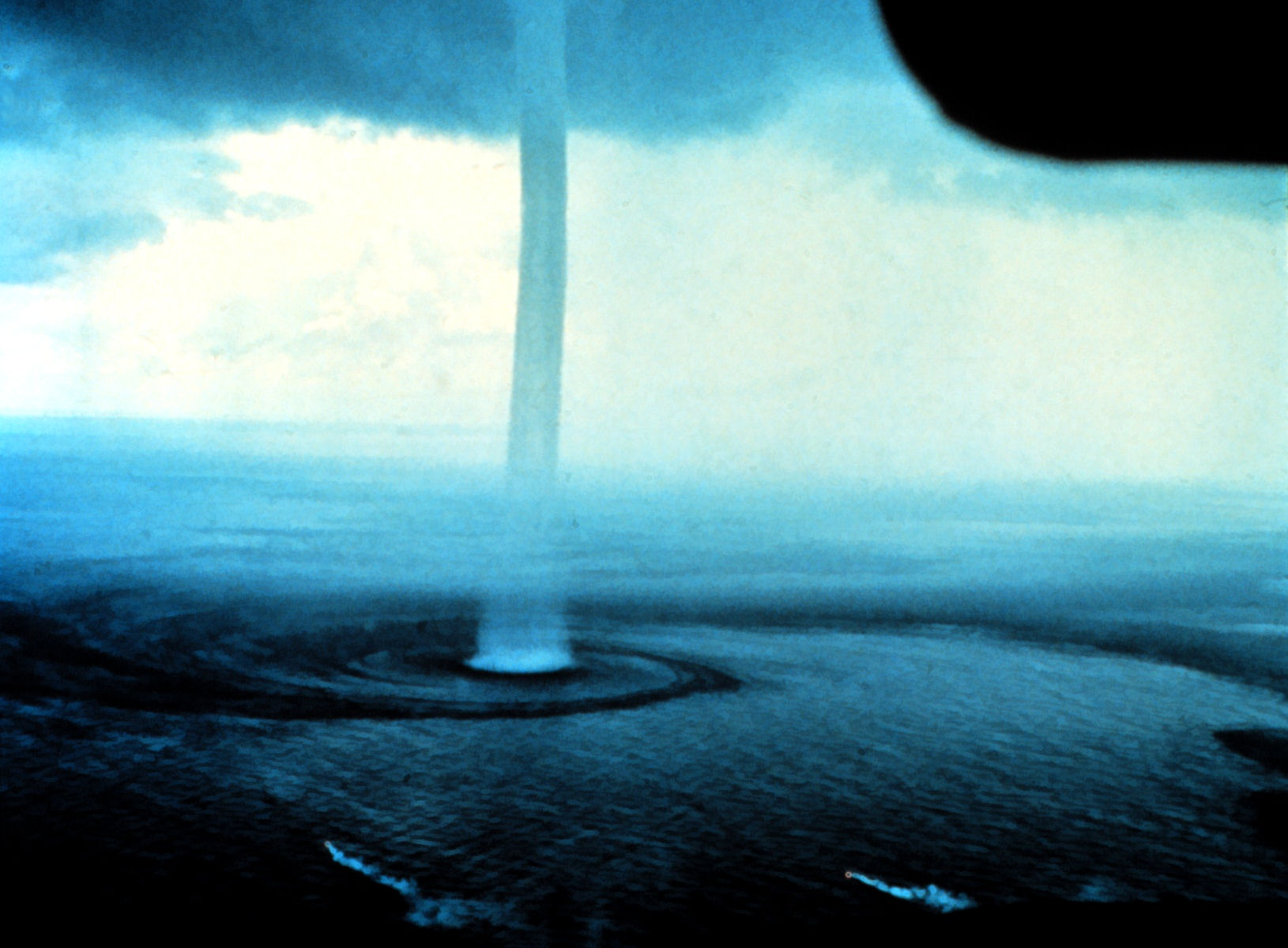
Водячний Смерч Флорида-Кіс в р. 1969.

Знижений тиск усередині смерчів створює «ефект насосу», тобто всмоктування навколишнього повітря, води, пилу, предметів, людей і тварин усередині воронки. Цей же ефект призводить до зривання дахів і руйнування будинків, що потрапляють до середини смерчу. Смерчі часто наносять втрати інфраструктурі міських поселень (можуть переносити з місця на місце навіть такі великі предмети, як автомобілі).
У Північній Америці смерчі відомі під назвою «торнадо» (ісп. tornado — обертовий), в останні роки - видозмінюється. У Франції (й ще декількох країнах Європи) смерчі мають назву «тромб» (фр. tromb — труба).
Країною з найпоширенішою зареєстрованою активністю смерчів є США — там щороку реєструється близько 1170 руйнівних смерчів. У 2011 ж році, під час так званого супер-спалаху смерчів, з 25 по 28 квітня протягом трохи більш, ніж 3 доби, було зареєстровано появу 360 окремих торнадо, 216 з яких з'явились протягом однієї доби.
У той же час країною з найбільшою кількістю людських жертв від активності смерчів залишається Бангладеш з усередненою кількістю загиблих від торнадо у 179 людей на рік. Саме у цій країні зареєстровано найсмертоносніше торнадо за всю історію спостереження за ними, що 26 квітня 1989 року забрало життя у близька 1300 людей, нанесло поранення ще 12000 людей та зруйнувало житло близька 80000 людей.
У місці контакту основи смерчевої воронки з поверхнею може виникати каскад — хмара або стовп — пилу, уламків і піднятих з землі предметів або водяних бризок. При формуванні смерчу спостерігач бачить, як назустріч воронці, що опускається з неба, з землі піднімається каскад, який потім охоплює нижню частину воронки. Термін походить від того, що уламки, піднявшись до деякої незначної висоти, не можуть вже утримуватися потоком повітря і падають на землю. Воронку, не торкаючись із землею, може огортати футляр. Зливаючись, каскад, футляр і материнська хмара створюють ілюзію ширшої, ніж є насправді, смерчевої воронки.

## Причини утворення та стадії існування

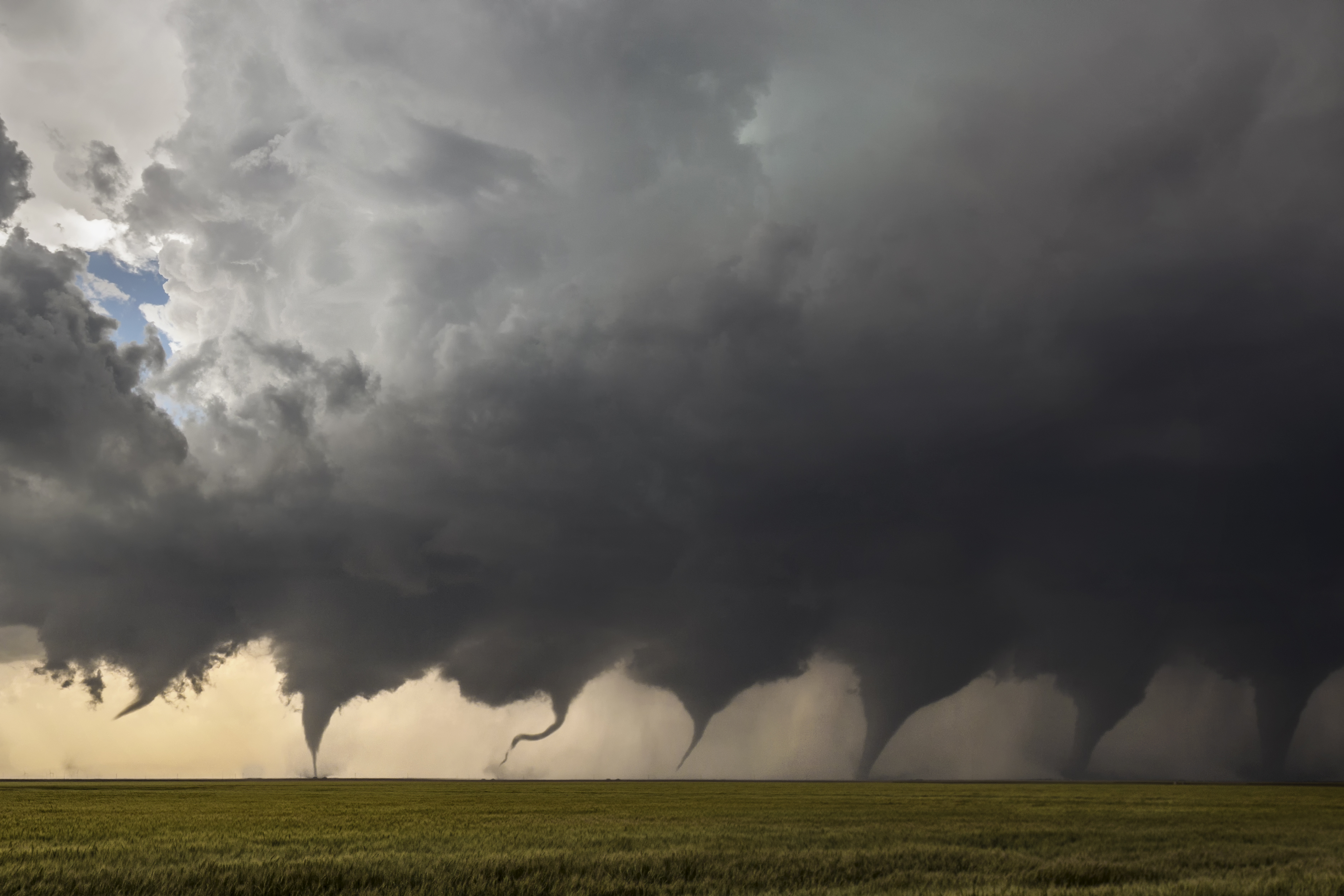
Колаж з декількох зображень, зроблених послідовно, який демонструє еволюцію торнадо у Канзасі

Причини утворення смерчів повністю не вивчені досі. Можна вказати лише деякі загальні відомості, найхарактерніші для типових смерчів.
Смерчі часто утворюються на тропосферних фронтах — границях розділу в нижньому 10-кілометровому шарі атмосфери, які відокремлюють повітряні маси з різними швидкостями вітру, температурою та вологістю повітря. В області холодного фронту (холодне повітря напливає на тепле) атмосфера є особливо нестійкою і формує у материнській хмарі смерчу та нижче від неї безліч турбулентних вихорів, що швидко обертаються. Сильні холодні фронти утворюються у весняно-літній та осінній періоди. Вони відокремлюють, наприклад, холодне і сухе повітря з Канади від теплого і вологого повітря з Мексиканської затоки або з Атлантичного чи Тихого океану над територією США. Відомі випадки виникнення невеликих смерчів у ясну погоду за відсутності хмар над перегрітою поверхнею пустелі чи океану. Вони можуть бути абсолютно прозорими і лише нижня частина, запилена піском або водою, робить їх видимими.
Смерчі у своєму розвитку проходять три основні стадії. На початковій стадії з грозової хмари з'являється початкова воронка, що висить над землею. Холодні шари повітря, що розташовані безпосередньо під хмарою спрямовуються вниз на зміну теплим, які, в свою чергу піднімаються вгору. (Така нестійка система утворюється зазвичай при взаємодії двох атмосферних фронтів — теплого і холодного). Потенційна енергія цієї системи переходить у кінетичну енергію обертального руху повітря. Швидкість цього руху зростає, і він набуває свого класичного вигляду.
Обертальна швидкість зростає з плином часу, при цьому в центрі торнадо повітря починає інтенсивно підійматися вгору. Так протікає друга стадія існування смерчу — стадія формування вихору максимальної потужності. Смерч повністю формується і рухається постійно змінюючи напрями свого руху.
Завершальна стадія — руйнування вихору. Потужність торнадо слабшає, воронка звужується і відривається від поверхні землі, поступово піднімаючись назад у материнську хмару.
Час існування кожної стадії різний і коливається від декількох хвилин до декількох годин (у виняткових випадках). Швидкість просування смерчів також різна, у середньому — 40 — 60 км/год (в дуже рідкісних випадках може досягати 210 км/год).

## Місця утворення смерчів

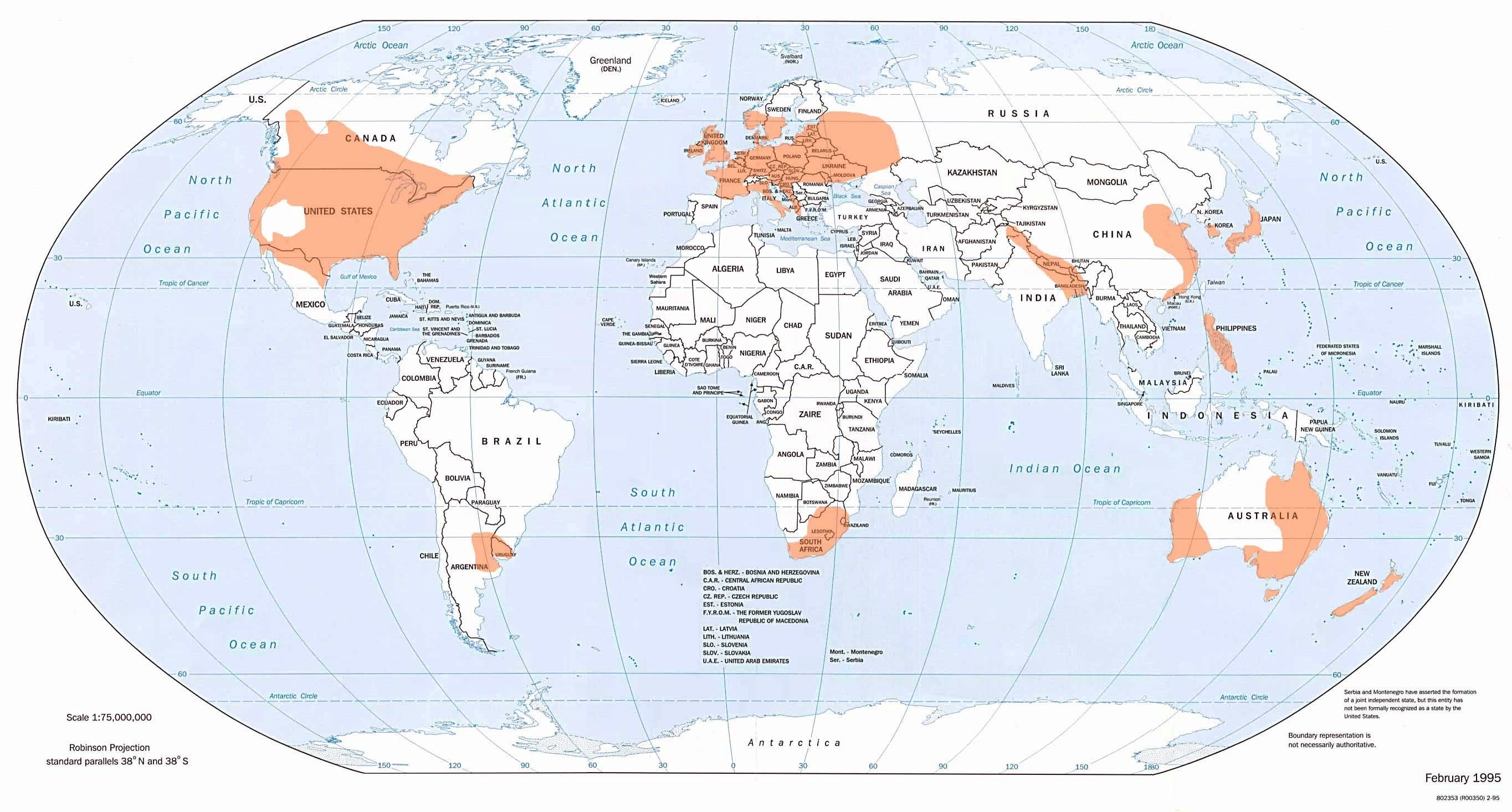
Місця, де можуть утворюватися смерчі, на карті мають помаранчевий колір

Грози бувають в більшій частині земної кулі, за винятком регіонів з субарктичним кліматом і арктичним кліматом, проте смерчі можуть супроводжувати тільки ті грози, які знаходяться на стику атмосферних фронтів.
Найбільша кількість смерчів фіксується на північноамериканському континенті, особливо в центральних штатах США, менше — в східних штатах США.
Іншим регіоном земної кулі, де виникають умови для формування смерчів, є Європа. Так, 27 грудня 2023 року, в районі Манчестера у Британії торнадо пошкодив близько сотні будівель. Як зазначає BBC, у Британії торнадо трапляються близько 30 разів на рік.
Останнім часом смерчі великої потужності характерні й для європейської частини РФ.
Таким чином, смерчі в основному спостерігаються в помірних поясах обох півкуль, приблизно з 60-ї паралелі по 45 паралель в Європі і 30 паралель в США. Також смерчі фіксуються на сході Аргентини, ПАР, заході і сході Австралії і ряду інших регіонів, де також можуть бути умови зіткнення атмосферних фронтів.

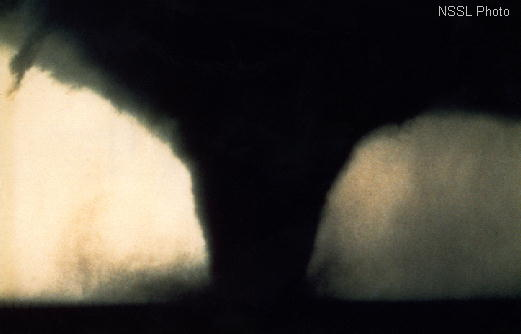
Смерч, Сеймор, Техас, 2005 рік

## Класифікація
За характерними ознаками виділяють такі види смерчів:
- складені смерчі можуть складатися з двох і більше окремих тромбів навколо головного центрального смерчу. Подібні торнадо можуть бути практично будь-якої потужності, однак, найчастіше це дуже потужні смерчі, що призводять до найбільших збитків;
- бичеподібні — найпоширеніші, мають тонку, гладку, лійкоподібну форму. Довжина лійки значно перевищує її діаметр. Зазвичай є слабкими смерчами;
- Розпливчасті смерчі — виглядають як кошлаті хмари, що обертаються, досягаючи поверхні землі. Часто діаметр смерчу може бути більшим за його висоту. Діаметр лійки може перевищувати 0,5 км. Зазвичай це дуже потужні вихори, часто складені. Завдають величезної шкоди через великі розміри і дуже високу швидкість вітру.

## Шкали визначення інтенсивності смерчів (торнадо)

### Шкала Фудзіти

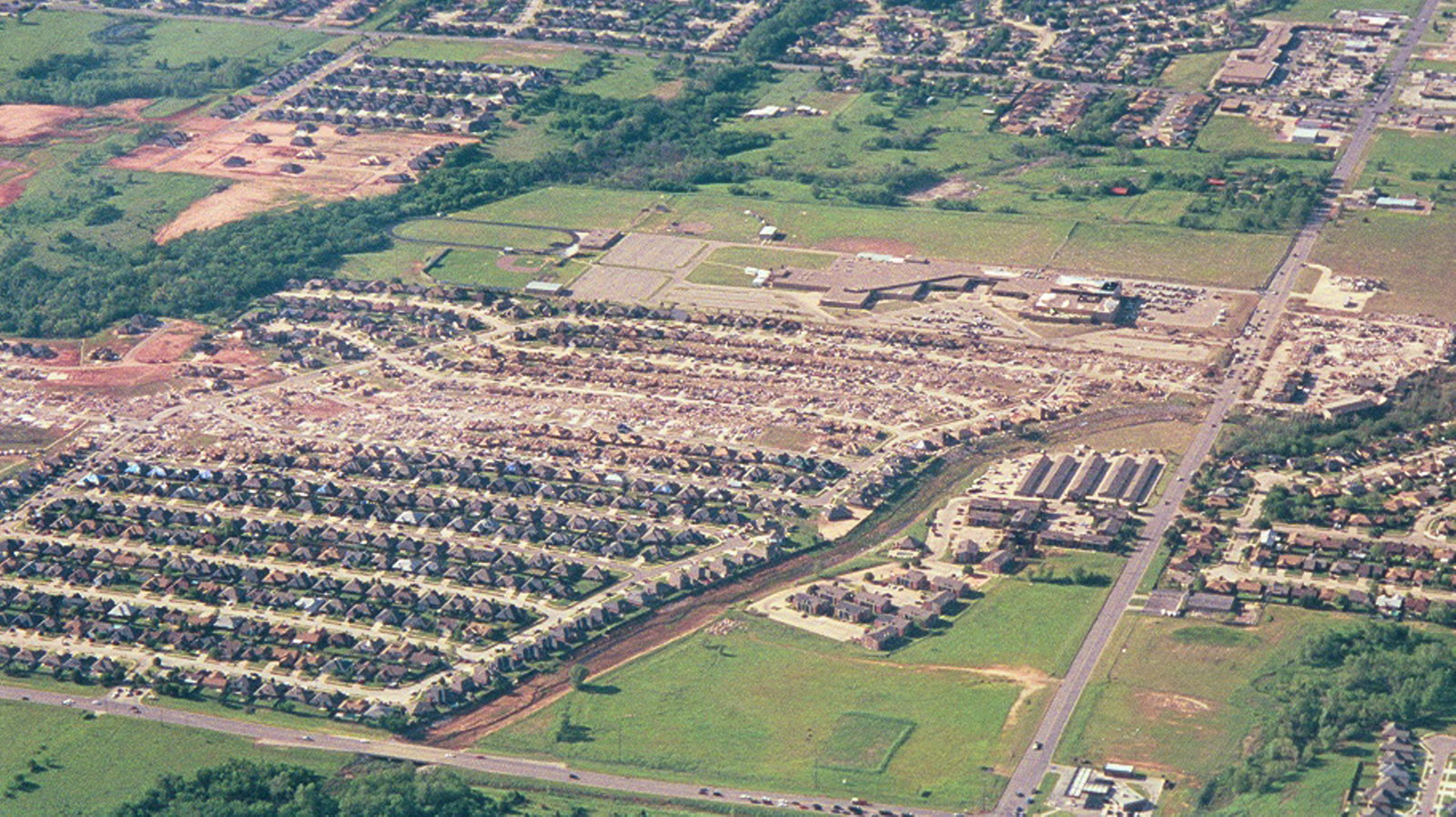
Смуга повного руйнування після проходження торнадо силою F5 у травні 1999 року у штаті Оклахома у США

Для характеристики сили торнадо (на основі спричинених ним руйнувань, а не його фізичних параметрів) у більшості країн використовується шкала Фудзіти, що має значення від F0 до F5.
- F0 — швидкість вітру від 64 до 116 км/год;
- F1 — швидкість вітру від 117 до 180 км/год (може знищити дерев'яні господарські будівлі та елементи дахів, перекидати легкі транспортні засоби з великими поверхнями, наприклад кемпінгові причепи і напівпричепи, штовхати автомобілі у русі);
- F2 — швидкість вітру від 181 до 253 км/год (може зривати дахи, виривати з коренем великі дерева, перекидати автомобілі);
- F3 — швидкість вітру від 254 до 332 км/год (може виривати дерева і повністю нищити навіть великі будинки, спричиняти сходження поїздів з рейок, піднімати у повітря важкі автомобілі);
- F4 — швидкість вітру від 333 до 418 км/год (може рухати як іграшкові великі та важкі транспортні засоби та піднімати у повітря будинки із слабшими фундаментами);
- F5 — швидкість вітру від 419 до 512 км/год (він може піднімати дуже важкі предмети і переносити їх на декілька сотень метрів та зрівнює із землею усе, що трапляється на його шляху).
- F6 — швидкість вітру понад 512 км/год (жодного разу не було зафіксовано).

75 % смерчів мають силу від F0 до F1, a 24 % смерчів — F2 або F3. Лише 1 % від усіх смерчів мають силу F4 або F5, з яких лише 0,1 % — це смерчі силою F5.

### Удосконалена шкала Фудзіти

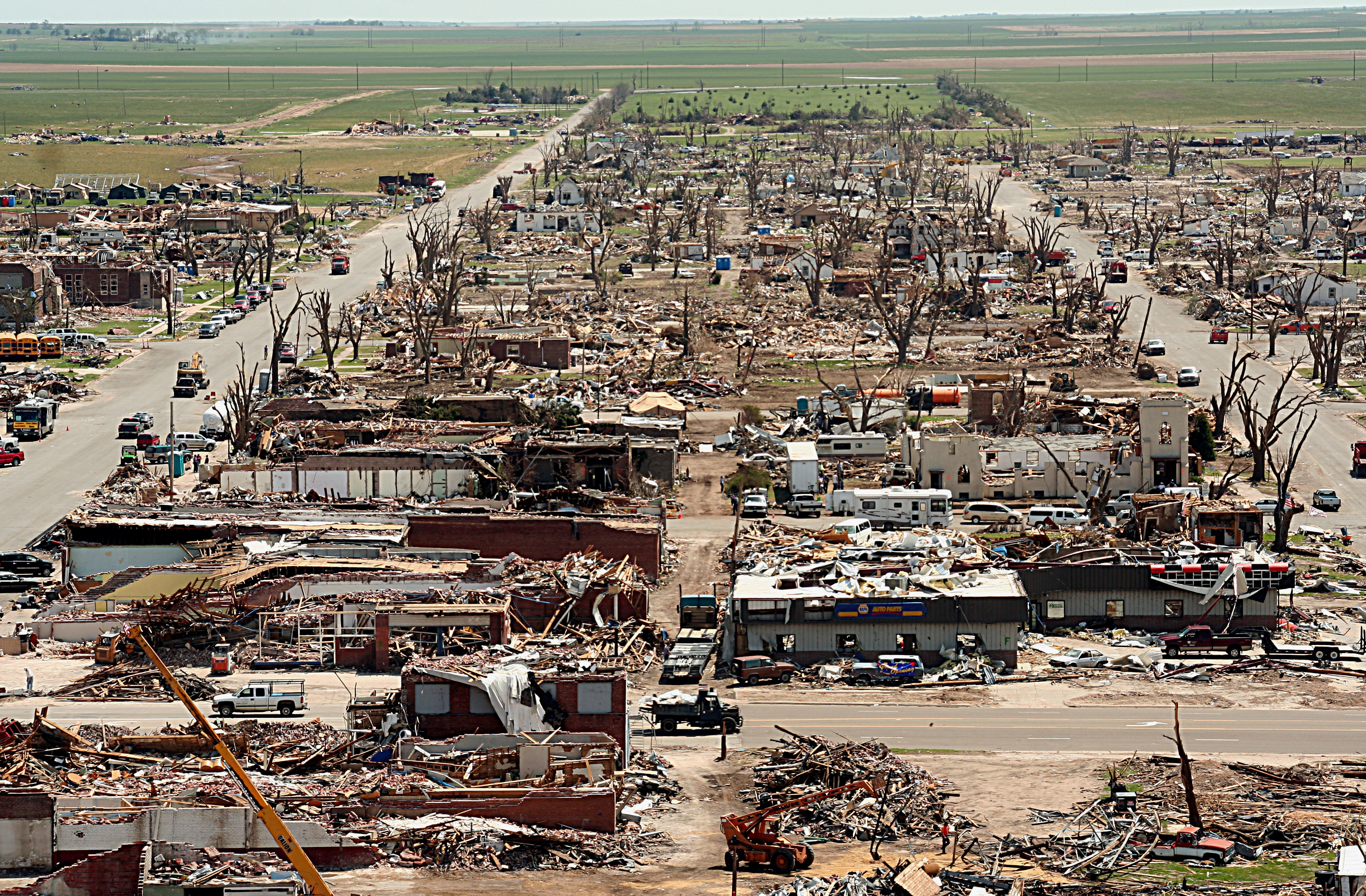
Руйнування від торнадо, що у травні 2007 зрівняло із землею місцевість Ґрінсберг у шаті Канзас (США). Це був перший випадок торнадо силою EF5 за нововведеною покращеною шкалою Фудзіти

У США від лютого 2007 та Канаді від квітня 2013 року уведено до використання нову модифіковану шкалу Фудзіти (англ. Enhanced Fujita, EF). Цю шкалу, також, запропоновано використовувати у Франції. Подібно до старішої версії, ця шкала також визначає силу торнадо на основі пошкоджень. Було внесено певні покращення: збільшено різноманітність конструкцій, які можуть зазнати ушкоджень або руйнувань від торнадо. Враховано також надійність та якість конструкції. Розрахункові значення швидкості вітру на окремих ступенях шкали також були дещо скориговані. Шкала позначається символами від EF0 до EF5:
- EF0 — швидкість вітру від 105 до 137 км/год (ушкодження дахів будинків, виламування гілок дерев);
- EF1 — швидкість вітру від 138 до 178 км/год (зірвані дахи, перекинуті та знищені кемпінгові причепи);
- EF2 — швидкість вітру від 179 до 218 км/год (зірвані дахи з великих будівель, великі дерева вирвані з корінням, легкі автомобілі підняті у повітря);
- EF3 — швидкість вітру від 219 до 266 км/год (знищені цілі поверхи багатоповерхівок, пошкоджені великі будівлі, сходження з рейок поїздів, підняті у повітря вантажівки);
- EF4 — швидкість вітру від 267 до 322 км/год (багатоповерхівки зрівняні із землею, автомобілі підкинуті у повітря);
- EF5 — швидкість вітру понад 322 км/год (усі міцні споруди зрівняні із землею до фундаменту, автомобілі перетворюються на літаючі до 100 метрів снаряди, будівельні конструкції хмарочосів зазнають деформації).

### Шкала TORRO
Шкала для вимірювання сили торнадо, яка на відміну від описаних вище, враховує перш за все швидкість вітру у вихорі, а не спричинені руйнування. Організацією TORRO (Велика Британія) було розроблено шкалу, що має градацію від T0 до T11, і яка знайшла застосування у першу чергу на британських островах. Ця шкала пов'язана зі шкалою Бофорта рівнянням T = (B/2-4) (наприклад, 12B відповідає 12/2-4=2 балам за шкалою TORRO).
Швидкість вітру у вихорі залежно від числа балів за шкалою TORRO має такі значення:
| Бали за шкалою TORRO                              | T0 | T1  | T2  | T3  | T4  | T5  | T6  | T7  | T8  | T9  | T10 | T11 |
| Нижня границя діапазону швидкості вітру (км/год)  | 61 | 87  | 116 | 148 | 185 | 221 | 260 | 300 | 343 | 386 | 433 | 483 |
| Верхня границя діапазону швидкості вітру (км/год) | 86 | 115 | 147 | 184 | 220 | 259 | 299 | 342 | 385 | 432 | 482 | 515 |

Інколи на практиці вказують на силу торнадо комбінацією шкали Фудзіти і шкали TORRO. Наприклад, торнадо силою F3/T7 це — вихор, що спричиняє руйнування, які кваліфікуються як F3, але оціночна швидкість вітру відповідає верхній частині цього діапазону і близька до ступеня F4.

## Напрям обертання
У Північній півкулі обертання повітря в смерчі відбувається, як правило, проти годинникової стрілки (як в циклонах). Це може бути пов'язано з напрямками взаємних переміщень мас повітря по боках від атмосферного фронту, на якому формується смерч. У той час як великі бурі завжди обертаються в такому напрямі за рахунок ефекту Коріоліса, грози і торнадо настільки малі, що прямий вплив сили Коріоліса не має значення, про що свідчать їх великі числа Россбі. Торнадо обертаються проти годинникової стрілки в чисельних експериментах, навіть якщо ефект Коріоліса не враховується.
Відомі й випадки зворотного обертання невеликих смерчів.

## Цікаві факти
- Найбільша кількість смерчів, 148 за одну добу, пройшла 3-4 квітня 1974 року над південними штатами США.
- Найбільша швидкість переміщення смерчів була зафіксована 2 квітня 1958 року поблизу Вічита-Фолс, Техас. Вона становила 450 км/год.
- Найвища швидкість вітру біля поверхні Землі було зареєстровано під час смерчу у США, що пронісся територіями Оклахоми і Канзасу 3 травня 1999 року — 511 км/год[29].
- Найбільші смерчі за всю історію спостережень виникали у штаті Оклахома (США) під час серії торнадо у другій половині травня 2013 року. 20 травня ураган сформувався біля південного передмістя Оклахома-Сіті — міста Мур. Швидкість вітру у ньому досягла 322 км/год, діаметр лійки був близько 3 км (присвоєна найвища категорія EF5 за удосконаленою шкалою Фудзіти). Ще потужнішим виявився смерч, що пройшов 31 травня 2013 року по іншому передмісті Оклахома-Сіті — містечку Ель-Ріно. Швидкість вітру у ньому сягала 485 км/год при діаметрі лійки 4,2 км (категорія EF5). Під час цього торнадо загинули найвідоміший у «мисливець за торнадо» Тім Самарас разом зі своїм сином Полом, а також їхній колега Карл Янг[30].
- Швидкість руху повітря в стінках торнадо може перевищувати швидкість звуку (1300 км/год/), а тиск в самому центрі може знижуватися навіть до 500 мм.рт.ст. і нижче.
- Найтриваліше торнадо було зафіксоване 26 травня 1917 в США, де Меттунский торнадо (смерч) пройшовся по території США в 500 км за 7 годин 20 хвилин, в результаті чого загинули 110 осіб.
- Найсильніші смерчі на Британських островах були зафіксовані 1091 року в Лондоні, 14 грудня 1810 року в Портсмуті.
- Смерч в місті Шатурш в Бангладеш 26 квітня 1989 року потрапив у книгу рекордів Гіннеса як найтрагічніший за всю історію людства. Жителі цього міста, отримавши попередження про те, що насувається смерч, проігнорували його. В результаті — загинуло 1300 осіб[31][32].

## Водяні смерчі
Водяний смерч — інтенсивний стовпчастий воронкоподібний вихор повітря і води, що утворюється над поверхнею великого водойми і з'єднаний з купчастих хмар. За своєю природою подібний до звичайного смерчу. Водяні смерчі поділяються на дві категорії: водяні смерчі в гарну погоду та смерчі, що виникають під час океанських торнадо, які утворюються під час штормів.
Водяний смерч може утворитися в разі проходження звичайного смерчу над водною поверхнею. На відміну від класичного смерчу, водяний смерч існує всього 15-30 хвилин, він набагато менше в діаметрі, може сягати висоти 20-поверхового будинку, швидкість руху і його обертання нижче в два-три рази за смерч над сушою, він не обов'язково супроводжується ураганним вітром. Існують і додаткові відмінності.
Незважаючи на те, що в основному водяні смерчі народжуються в тропічних широтах, вони можуть з'явитися і в помірних широтах. Їх можна часто спостерігати на західному узбережжі Європи, на Британських островах і в деяких районах Середземномор'я. Так, 19 серпня 2024 року, як повідомило видання The Gardian, неподалік від італійського міста Палермо біля узбережжя Сицилії (Італія), водяний смерч розбив 56-метрову яхту «Bayesian», в результаті чого вона пішла на дно. Внаслідок трощі одна людина загинула і шестеро зникли безвісти.
Водяні смерчі не обмежені солоними водоймами — безліч спостерігалися над озерами та річками, наприклад, над Великими озерами. Також водяний смерч був помічений над рікою Волгою в період літньої спеки 2010 року. Найчастішими такі смерчі стали утворюватись й поблизу узбереж Азовського і Чорного морів.

## Смерчі в Україні
Смерчі на території Україні спостерігаються давно і майже щороку та їх сила в багатьох випадках може бути руйнівною. Їх кількість збільшилася в саме в останні роки, зокрема:
1. 26 травня 1948 року над селами Білогорівка та Берестове Донецької області промчав смерч, діаметр якого в основі становив близько 30 м. Смерч обрушився на пасажирський потяг та скинув 7 вагонів з полотна залізниці[39]. Це унікальний випадок, де смерч став категорією EF3 на території України.
2. 11 травня 2016 року було зафіксовано торнадо між селами Плотича та Івачів Долішній, а також на околицях Тернополя.
3. 02 травня 2019 року, в с. Злинка Кіровоградської області місцевий житель зняв на відео смерч[40]. У той же день смерч зняли очевидці[41] і на Буковині. Також у травні бикоподібні смерчі утворювались на Житомирщині[42] та у Запорізькій області.
4. 03.08.2019 року, о 16:10, мешканці зняли на камеру смерч — це був досить високий вихор в небі в денний час, який утворився поблизу Одеси недалеко від межі міста[43].
5. 09 червня 2020 року, близько 17:20, з боку с. Озерна Тернопільської області очевидцем було знято на відео смерч, який рухався в напрямку на смт Козлів[44][45][46].
6. 27 вересня 2020 року в смт Велика Олександрівка Херсонської області торнадо категорії EF2 частково знищив близько 300 домогосподарств та прилеглу до них комунальну інфраструктуру, також був значно пошкоджений ліс Летючі піски[47][48][49].
7. 17 жовтня 2020 року смерч пройшов в м. Кропивницькому, в результаті якого було зруйновано понад 200 будинків та кілька автомобілів[50].
8. 8 червня 2024 року смерч спостерігали мешканці Обухівського району на Київщині[51].
9. 26 квітня 2025 року смерч спостерігали мешканці  Броварського району на Київщині[52].

Причини активних смерчів за останні спостереження в Україні досить очевидні — це глобальне потепління та зміна клімату на території України.
Зазначені смерчі відносяться переважно до категорії Фудзіти EF0, але можуть бути і EF1, EF2 навіть EF3, та вони стали все частіше формуватись на території України, що є дзвіночком для розвитку центрів спостережень за смерчами і їх можливим утворення і центрів швидкого оповіщення населення. Адже в Україні вже починають формуватися власні сезони смерчів (у весняний переважно травень та літні періоди).

### Кількість смерчів за областями України
Інформація, наведена нижче — це кількість зафіксованих смерчів в областях України за останні 10 років (прим. — справжня кількість може відрізнятися).
- Одеська область — 13 смерчів. Ця область залишається лідером за кількістю смерчів, вони трапляються частіше, ніж в інших областях України.
- Крим — 8 смерчів. Більшість стихій трапилися давніше (2013—2015 роки).
- Запорізька область — 7 смерчів.
- Дніпропетровська та Херсонська області — 5 смерчів.
- Донецька, Кіровоградська, Івано-Франківська та Тернопільська області — 3 смерчі. У Тернопільській області смерчі стають все частішими явищами, деякі сталися відносно нещодавно: у 2020, 2022 та 2025 роках[53].
- Полтавська, Черкаська та Чернівецька області — 2 смерчі.
- Вінницька, Житомирська, Миколаївська, Рівненська, Харківська та Чернігівська області — 1 смерч.
- Київська — 2 смерча.
- Харківська — 2 смерча (другий - непідтверджений випадок).

### Водяні смерчі в Україні
Водяні смерчі в Україні можуть утворюватися та спостерігаються щорічно в акваторії морів, водосховищ, на озерах, руслах рік та інших водних ресурсах, наприклад:
1. Влітку 2018 року водяний смерч було зафіксовано в Азовському морі біля м. Бердянська;
2. 17 червня 2021 року, над акваторією Чорного моря поблизу берегів м. Одеси пронісся потужний водяний смерч, який зафіксували на відео моряки суховантажу на рейді, що перебував на стоянці навпроти м. Чорноморська на відстані приблизно в 20 км від узбережжя міста. За повідомленням місцевих ЗМІ, з посиланням на очевидців, вихорів було декілька, смерч засмоктував воду в хмари. Процес тривав недовго — через кілька хвилин смерч втратив свою силу і розсмоктався[54];
3. 12 вересня 2022 року, водяний смерч спостерігався у Чорному морі ближче до узбережжя Миколаївської області спостерігався досить потужний водяний смерч[55];
4. 5 червня 2023 року, на озері Вербне, що в Оболонському районі м. Києва, було помічено незвичне для цієї місцевості явище — водяний смерч[56];
5. 13 вересня 2024 року, в Одеській затоці на відстані близько 1,5 км від берега спотерігався недорозвинений водяний смерч, досить рідкісне для Одеси природне явище[57].

## Правила поведінки під час смерчу

### Смерч застав у приміщенні
- Щільно зачиніть усі двері, вікна, вентиляційні отвори. Також варто звільнити балкон від пожежонебезпечних предметів.
- Вимкніть електропобутові прилади, газ.
- Якщо у вас є підвал або льох: візьміть необхідні речі, документи, воду, ліхтарик і сховайтеся там.
- У випадку якщо у вас немає підвалу, то залишайтеся вдома, бажано — у внутрішніх кімнатах, коморі або ванній.

### Смерч застав на вулиці
- Не наближайтеся до неукріплених будов, дерев, стовпів, банерів, мостів, естакад, машин.
- Уникайте пагорбів, станцій електропередач і заправок.
- Необхідно знайти яму або інше заглиблення в землі, лягти і прикрити руками голову.
- Сховатися можна в метро, підземних переходах або міцних будівлях.
- У випадку якщо смерч наздогнав вас в автомобілі, то краще його залишити під стінкою по ходу вітру і сховатися в кюветі або міцній будівлі.

### Що робити після смерчу
- Не чіпайте обірвані дроти. Користуватися електрикою можна буде тільки після дозволу спеціалістів.
- На вулиці — уникайте дерев, вони могли тріснути і можуть на вас впасти. Те ж саме стосується вивісок і банерів.
- У жодному разі не входьте у пошкоджені будівлі, навіть якщо це ваш будинок. Зробити це ви зможете тільки після перевірки і дозволу співробітників ДСНС[58].